# Zhao Xiaoding
Zhao Xiaoding (chinesisch 趙小丁 / 赵小丁, Pinyin Zhào Xiǎodīng; * 30. September 1968 in Peking) ist ein chinesischer Kameramann.

## Leben
Nach unterschiedlichen Angaben absolvierte Zhao Xiaoding entweder 1985, 1987 oder 1989 die Pekinger Filmakademie. Insbesondere durch seinen besonderen visuellen Stil, wurde er anschließend einer der vielbeschäftigsten Kameramänner Chinas und konnte neben dem Filmbereich auch in der Werbung größere Erfolge feiern. Außerdem wurde er für die beiden Großevents Expo 2010 und Olympische Sommerspiele 2008 jeweils als Kameramann engagiert.
Im Jahr 2004 sorgte Zhao für seine spezielle Kameraarbeit an House of Flying Daggers für weltweite Aufmerksamkeit. Er wurde für unzählige Filmpreise ausgezeichnet und nominiert. So erhielt er neben einer Oscarnominierung für die Beste Kamera, eine Nominierung des British Academy Film Award für die Beste Kamera und eine Nominierung des National Society of Film Critics Award für die Beste Kamera.

## Filmografie (Auswahl)
- 1993: Linshi Baba – Temporary Dad
(临时爸爸,  Línshí bàba)
- 1993: Bianwai Zhangfu – Sub-Husband
(编外丈夫,  Biānwài zhàngfu)
- 1994: Aiqing Shagua – Fools in Love
(爱情傻瓜,  Àiqíng shǎguā)
- 2004: House of Flying Daggers
(十面埋伏,  Shí miàn máifú)
- 2005: Riding Alone for Thousands of Miles
(千里走单骑,  Qiān lǐ zǒu dānqí)
- 2006: Der Fluch der goldenen Blume
(满城尽带黄金甲,  Mǎn chéng jìn dài huángjīnjiǎ)
- 2008: Das Königreich der Yan
(江山美人,  Jiāngshān měirén)
- 2008: Die Kinder der Seidenstraße
(黄石的孩子,  Huángshí de háizi)
- 2009: Ciling – The Treasure Hunter
(刺陵,  Cìlíng)
- 2009: Sanqiang Pai'an Jingqi – A Woman, a Gun and a Noodle Shop
(三枪拍案惊奇,  Sānqiāng Pāi'àn Jīngqí)
- 2010: Little Big Soldier – The Children of Huang Shi
(大兵小將,  Dàbīng xiǎojiāng)
- 2010: Su Qi'er – True Legend
(苏乞儿,  Sū Qǐq'ér)
- 2011: The Flowers of War
(金陵十三釵,  Jīnlíng shísān chāi)
- 2013: Wo Xiang He Ni Haohao De – Love Will Tear Us Apart
(我想和你好好的,  Wǒ xiǎng hé nǐ hǎohǎo de)
- 2016: The Great Wall
(长城,  Chángchéng)
- 2017 Sansheng Sanshi Shili Taohua – Once Upon a Time (2017)
(三生三世十里桃花,  Sānshēng Sānshì shílǐ táohuā)
- 2018: Ying – Shadow (2018)
(影,  Yǐng)
- 2020: Eine Sekunde
(一秒钟,  Yī miǎo zhōng)

Quelle: Hong Kong Movie Database

## Auszeichnungen (Auswahl)
Oscar
- Oscarverleihung 2005: Nominierung für die Beste Kamera von House of Flying Daggers

British Academy Film Award
- 2005: Nominierung für die Beste Kamera von House of Flying Daggers

Online Film Critics Society Awards
- 2005: Nominierung für die Beste Kamera von House of Flying Daggers

Chlotrudis Awards
- 2005: Nominierung für das Beste visuelle Design von House of Flying Daggers

National Society of Film Critics Award
- 2005: Auszeichnung für die Beste Kamera in House of Flying Daggers